# 7142 Spinoza
A 7142 Spinoza (ideiglenes jelöléssel 1994 PC19) a Naprendszer kisbolygóövében található aszteroida. Eric Walter Elst fedezte fel 1994. augusztus 12-én.